# Macrobrachium superbum
Macrobrachium superbum är en kräftdjursart som först beskrevs av Heller 1862.  Macrobrachium superbum ingår i släktet Macrobrachium och familjen Palaemonidae. Inga underarter finns listade i Catalogue of Life.